# Astrononion
Astrononion es un género de foraminífero bentónico de la subfamilia Astrononioninae, de la familia Nonionidae, de la superfamilia Nonionoidea, del suborden Rotaliina y del orden Rotaliida. Su especie tipo es Nonionina stelligera. Su rango cronoestratigráfico abarca desde el Luteciense (Eoceno medio) hasta la Actualidad.

## Clasificación
Se han descrito numerosas especies de Astrononion. Entre las especies más interesantes o más conocidas destacan:
- Astrononion impressum
- Astrononion novazealandicum
- Astrononion obesum
- Astrononion parki
- Astrononion pusillum
- Astrononion stelligera
- Astrononion tumidum
- Astrononion vadorum

Un listado completo de las especies descritas en el género Astrononion puede verse en el siguiente anexo.
En Astrononion se han considerado los siguientes subgéneros:
- Astrononion (Fijinonion), aceptado como género Fijinonion
- Astrononion (Laminononion), aceptado como género Laminononion